# Al-Ikhwan

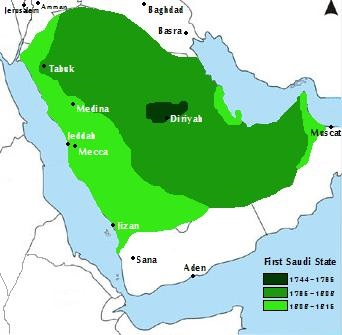
Etapes d'expansió de l'Estat saudita

Al-Ikhwan (àrab: الإخوان, al-Iẖwān, ‘els Germans’, ‘els Confrares'), coneguts també com Ikhwan man ataa Al·lah (àrab: إخوان من أطاع الله, Iẖwān man aṭāʿa Allāh, ‘Germans que obeeixen Déu’), fou un moviment polític i religiós desenvolupat al Najd sota el govern del saudita Abd-al-Aziz ibn Saüd i sota la influència ideològica del wahhabisme, entre 1912 i 1930, que va tenir un paper important a l'hora d'establir els Al Saüd com a governants de la major part de la península Aràbiga i construir el regne de l'Aràbia Saudita.

## Inicis
El moviment es va iniciar quan el govern del saudita Abd-al-Aziz ibn Saüd va començar a repartir parcel·les de terra per aconseguir que els beduïns esdevinguessin sedentaris i cultivadors i abandonessin el sistema nòmada (al-jahiliyya). El moviment sedentaritzador es va anomenar hijra (cada colònia que es creava era una hijra i els ocupants els ikhwan). El govern donava les terres, construïa les mesquites i escoles, distribuïa les llavors i eines, i donava instruccions; i sobretot enviava mestres de religió (mitawwi, plural matawia) que ensenyaven als nous cultivadors els principis de l'islam tal com era al temps del Profeta. Molts ikhwans van adoptar posicions extremes. El principal ensenyant de les doctrines era Abd-Al·lah ibn Muhàmmad ibn Abd-al-Latif, descendent d'Ibn Abd-al-Wahhab. El setembre del 1914 va haver de recomanar moderació. Els ikhwan es consideraven soldats de deu i volien fer la guerra santa per morir i anar al Paradís. Les seves banderes eren de color verd amb la sahada escrita.
La primera hijra fou fundada el 1912 prop dels pous d'al-Artawiyya, amb gent de les tribus Mutayr i Harb i sota la direcció del gran xeic dels Mutayr, Fàysal ibn Sultan al-Dawix. La següent fou al-Ghatghat al territori (dira) dels Utaiba (o Utayba) sota la direcció de Sultan ibn Bidjad ibn Humayd, cap de la fracció dels Barka dels Utayba (una de les dues fraccions principals de las tribu), que fou després conegut com a Sultan-ad-Din (Campió de la Fe). Es van arribar a fundar unes 130 colònies.
El 1918 els ikhwan havien agafat un alt grau d'organització militar i formaven l'elit de l'exèrcit saudita. Foren els ikhwan els que van atacar aquest any Hayl la capital dels Banu Rashid o Al Rashid del Djabal Shammar, que no van poder ocupar per manca d'artilleria, però l'any següent van obtenir una victòria sobre els haiximites de l'Hedjaz ocupant els oasis fronterers d'al-Khurma i Taraba, on vivien majoritàriament grups de la tribu Utayba (1919). Vegeu al-Khurma.
El 1920 els Ikhwan van participar en la conquesta d'Abha, la capital de les muntanyes de la regió d'Asir. Una guarnició d'ikhwans es va establir a la ciutat. La tirania dels ikhwan i el suport popular a la dinastia enderrocada, va provocar una revolta popular que va necessitar un altre contingent d'ikhwans (dirigits per Faysal el fill d'Ibn Saud, i per Sultan ibn Bidjad ibn Humayd) per ser sufocada. El mateix any va esclatar un conflicte amb Kuwait (vegeu Kuwait, apartat Història, secció "Conflicte fronterer amb el Nedjd, 1920").

## Sultanat del Najd

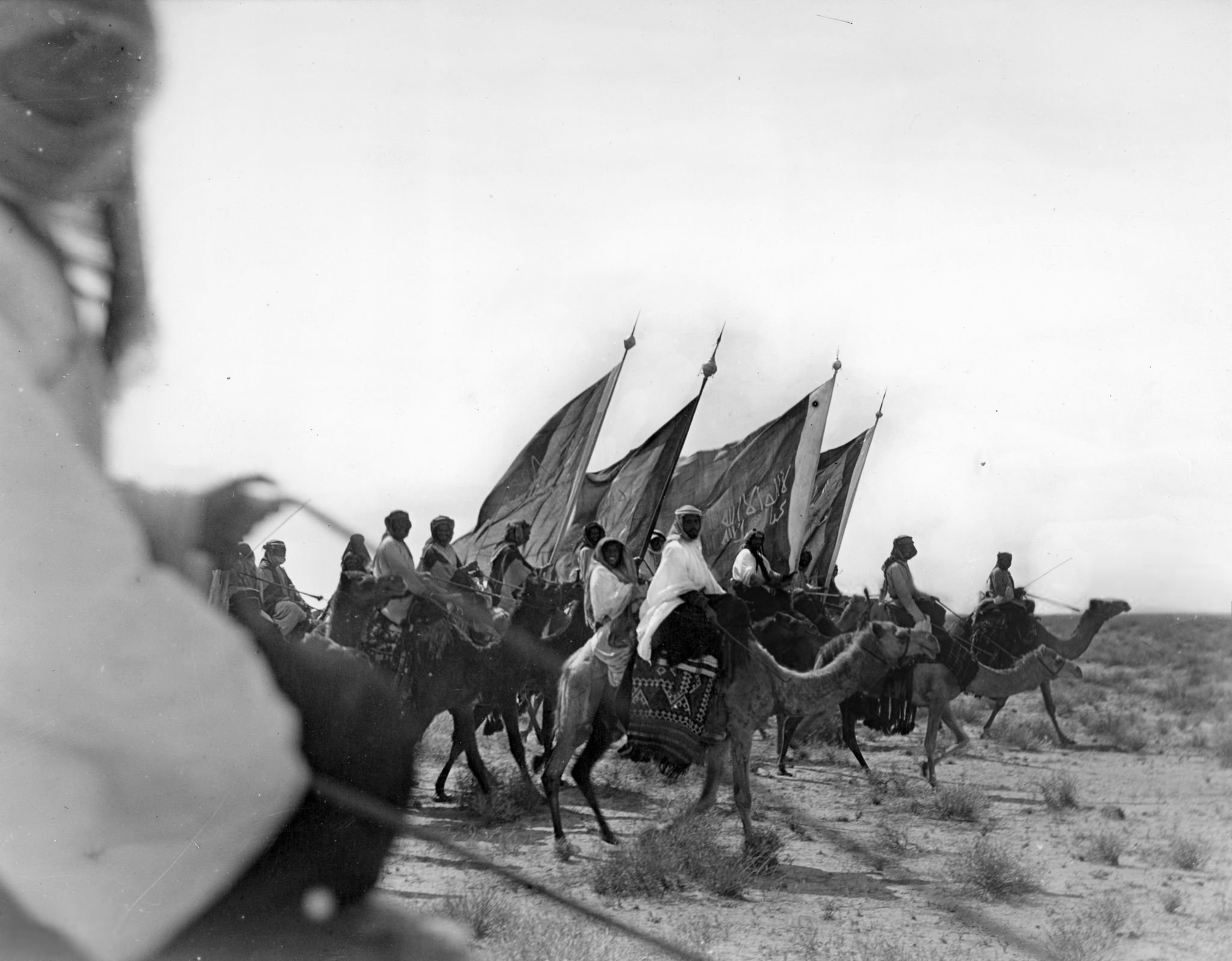
La cavalleria dels Ikhwan en moviment

Ibn Saud fou proclamat sultà del Nedjd a Riad en una assemblea el 1921. Els seus antecessors havien portat el títol d'imam. Aquest any Ibn Saud va aplanar als Banu Rashid o Al Rashid i després d'un setge de dos mesos els ikhwan dirigits per Faysal al-Dawish van obligar a Hayl a rendir-se l'octubre de 1921. Pels Ikhwan les condicions de rendició concedides foren massa generoses. En els següents mesos els membres de la tribu shammar refugiats a l'Iraq van atacar Nedjd.
El 1922 els Ikhwan van arribar a al-Djawf i Sakaka, darrers reductes dels Al Rashid, que van ocupar; els ikhwan van fer una incursió a dos pobles del Banu Sakhr propers a Amman, capital de Transjordània, però es van haver de retirar quan van intervenir avions britànics.
Gran Bretanya va proposar un tractat per definir les fronteres i evitar incidents i les parts es van reunir a Muhammara i van signar un acord el 4 de maig de 1922, però Ibn Saud va refusar la seva ratificació al·legant que els seus delegats havien sobrepassat les seves instruccions. La conferència entre Ibn Saud i els britànics a al-Ukayr el 2 de desembre de 1922 va portar finalment a un protocol annex al tractat d'al-Ukayr que establia les fronteres entre Iraq i el Nedjd de manera que fos acceptable pel sultà saudita. Al mateix temps es va establir un acord que definia les fronteres entre Kuwait i el Nedjd. Així van néixer la zona neutral Iraq-Aràbia Saudita i la Zona neutral Kuwait-Aràbia Saudita en la que els governs interessats tenien idèntics drets; es tractava d'establir unes zones comunes però sense població permanent on els nòmades i el bestiar podien creuar sense trobar fronteres com havien fet des de feia segles. No obstant la imprecisió del traçat va fer que durant vuit anys encara hi hagués diversos incidents.
Els britànics van organitzar una conferència a Kuwait per atenuar la tensió entre l'Hedjaz i el Nedjd, però al-Husayn II ibn Ali va refusar assistir-hi. Si que hi van anar Gran Bretanya, l'Iraq, Transjordània i el Nedjd. La conferència va durar del desembre del 1923 a l'abril del 1924 sense arribar a cap acord. Quan al-Husayn II es va proclamar califa (març) els ikhwan es van enfurismar i ho van considerar una heretgia. Els notables del Nedjd van tenir una assemblea el juny de 1924 a Riad on el ikhwan van estar presents i van acusar al-Husayn d'exloure als seus membres del pelegrinatge. Els ulemes van declarar que el dret al pelegrinatge s'havia d'exercir de greu o per força i al final de l'assemblea es va decidir de facto utilitzar la força. La campanya contra l'Hedjaz va començar l'agost de 1924; atacs de diversió dirigits a Transjordània i Iraq foren rebutjats per l'aviació britànica.
Els ikhwan sota la direcció d'Ibn Luayy i Ibn Humayd van avançar cap a l'oest; el setembre l'avantguarda (sense comandament) va entrar a Taif i va derrotar els defensors manats pel fill d'al-Husayn i príncep hereu, Ali ibn al-Husayn. Es va produir una matança de ciutadans, però Ibn Humayd va arribar i va restablir l'orde. Els haiximites van evacuar la Meca per temor a les matances dels ikhwan (Ibn Saud ja havia ordenat que no es repetissin) i Ibn Humayd i Ibn Luayy i van entrar l'octubre. Ibn Luayy fou nomenat amir i xerif de La Meca. Els ikhwan van destruir a la Meca nombrosos mausoleus provocant l'hostilitat del món musulmà. Es queixaven de la suavitat amb què Ibn Saud tractava els derrotats i al-Dawish va fer un discurs amenaçador a La Meca, que semblava amenaçar amb la revolta.
Els Ikhwan van seguir la lluita contra Ali ibn al-Husayn, que havia succeït al seu pare quan aquest va abdicar, i resistia a Medina i Jiddah. Medina es va rendir a Muhammad, el fill d'Ibn Saud, i Jiddah es va rendir personalment a Ibn Saud el desembre del 1925. Mentre es portava a terme el setge de Jiddah, Ibn Saud va signar amb la Gran Bretanya els tractats de Bahra i de Hadda, dues ciutats properes a Jiddah (novembre del 1925); el primer establia la vigilància dels atacs irregulars a territori de Transjordània i l'Iraq, i el segon establia la frontera entre Nedjd i Transjordània excepte per Maan i Àqaba, que Ibn Saud considerava possessió de l'Hedjaz i per tan futur domini seu, però estaven sota administració britànica.

## Regne del Hijaz
El 8 de gener de 1926 és proclamat rei del Hijaz. El 1926 els ikhwan foren retirats de l'Hedjaz excepte els que es van establir a la frontera amb Iemen i a la zona d'Àqaba. En el pelegrinatge d'aquest any els ikhwan van provocar incidents. Aquell mateix any els Ikhwan van fer un Congrés a al-Artawiyya i el ja rei d'Hedjaz i Nedjd, Ibn Saud, va ser condemnat per diversos actes entre els quals haver enviat al seu fill de visita a Egipte o emprar un automòbil, telèfon o telègraf. El rei va convocar un Congrés a Riad el gener del 1927 però molts caps ikhwan no hi van anar; els ulemes van lliurar una fatwa que es sotmetia a l'autoritat d'Ibn Saud com imam però feia algunes concessions als ikhwan, en especial contra els xiïtes de Katif i al-Ahsa que havien de ser convertits a l'islam ortodox. El 20 de maig del 1927, el govern del Regne Unit el va acceptar com a rei de les àrees que governava pel tractat de Jiddah. Un segon Congrés es va fer el novembre del 1927 on es va reunir 3000 caps ikhwans (Ibn Humayd no hi va ser present) que van donar suport al rei. El novembre del 1927 es va produir un incident a la zona neutral amb Iraq que va tornar a caldejar als ikhwan.

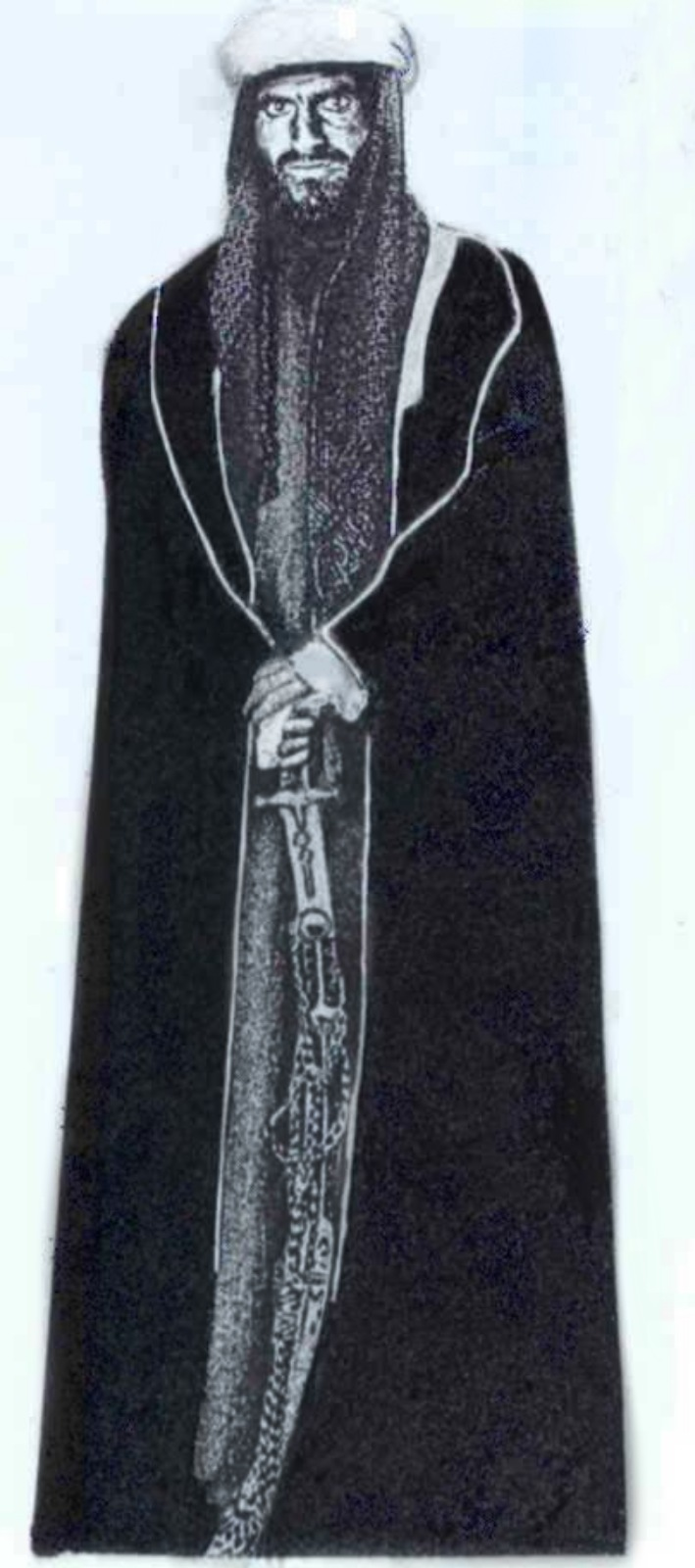
El líder dels Ikhwan Sultan bin bajad Al-Otaibi

Ibn Saud va convocar un nou congrés a Riad l'octubre de 1928 però els principals caps ikhwan, Ibn Humayd dels Utayba, al-Dawish dels Mutayr, i Didan ibn Fahhad ibn Hithlayn dels ajman (udjman) no hi van voler anar (al-Dawish va enviar el seu fill Abd al-Aziz). Ibn Saud va oferir fins i tot abdicar però el congrés va deposar els tres caps dels ikhwan als que va declarar rebels i se'ls va acusar de voler repartir-se el regne (Ibn Humayd l'Hedjaz, al-Dawish el Nedjd i Ibn Hithlayn al-Ahsa, aliats a un cap dels Banu Shammar que obtindria Hayl i un cap dels ruwala que obtindria al-Djawf). La situació va restar tensa però sense incidents fins al febrer del 1929.
El febrer de 1929 Ibn Humayd en un atac a l'Iraq va matar alguns pacífics comerciants del Nedjd. Això va fer perdre suport popular als ikhwan. Llavors Ibn Saud va convidar als ikhwan a rendir-se i presentar-se a ser jutjats per tribunals islàmics, però van refusar. Els Ikhwan foren derrotats per l'exèrcit regular a la plana d'al-Sabala, prop d'al-Artawiyya (març de 1929). Ibn Humayd va fugir però fou atrapat i empresonat a Riyadh; al-Ghatghat fou arrasada per Abd Allah, germà d'Ibn Saud. Al-Dawish va quedar greument ferit però va poder escapar a la captura. El maig de 1929 Ibn Hithlayn fou assassinat per orde de Fadh, fill del governador saudita d'al-Ahsa, Abd Allah ibn Djalwi. En revenja els ikhwan del grup ajman (udjman) van matar Fadh.
Didan Ibn Hithlayn fou substituït pel seu cosí Nayif Aba l-Kilab, mentre al-Dawish, recuperat de les seves ferides, es va unir a Nayif a l'est (juny de 1929) i durant uns mesos van combatre a les tribus oposades entre les quals la principal era la dels Awazim; els rebels van obtenir diverses victòries i van tallar la carretera de la costa fins a Riyadh i van destruir un comboi de subministraments de les forces saudites (subministraments destinats a Saud, fill d'Ibn Saud). L'agost de 1929 el fill d'al-Dawish, Abd al Aziz (conegut com a Uzayyiz) va fer campanya a territori dels shammar i els anaza, però va ser derrotat pel governador d'Hayl Abd al-Aziz ibn Musaid Al Djalwi i va acabar morint de set al desert; en la batalla en què fou derrotat centenars d'ikhwans de la tribu mutayr van morir. Poc després una facció dels utayba dirigida per Umar ibn Rubayan es va passar a Ibn Saud. Al-Dawish tenia dificultats per trobar aigua pels seus homes i pastures pels seus ramats i finalment fou encerclat per forces saudites (gener del 1930). Faysal al-Dawish, i Nayif Aba l-Kilab es van refugiar a Kuwait amb alguns altres caps, però els britànics els van entregar a Ibn Saud a final de mes a condició que havien de salvar la vida; van ser tancats a la presó a Riyadh.
La major part de les hidjres foren abandonades i algunes destruïdes. Les hidjres els caps de les quals havien restat fidels a Ibn Saud van romandre, i aquests caps i la seva gent van rebre pensions i subsidis. Entre els caps fidels hi havia Khalid ibn Mansur ibn Luayy que el 1932 va dirigir l'expedició saudita a Nadjran i els 1933 contra els idríssides del Iemen a la Tihama o Asir, morint de malaltia en aquesta darrera campanya. Els destacaments del ikhwans van formar la nova Guàrdia Nacional amb el nom "Al-Mudjahidun".